# Amtsgericht Liebenwalde
Das Amtsgericht Liebenwalde war ein preußisches Amtsgericht mit Sitz in Liebenwalde, Provinz Brandenburg.

## Geschichte
Ab 1849 war das königliche Kreisgericht Berlin das zuständige Gericht. In Liebenwalde wurde eine Zweigstelle (Gerichtskommission) gebildet. Übergeordnet war das Kammergericht als Appellationsgericht. Im Rahmen der Reichsjustizgesetze wurden diese Gerichte aufgehoben und reichsweit einheitlich Oberlandes-, Land- und Amtsgerichte gebildet. Das königlich preußische Amtsgericht Liebenwalde wurde mit Wirkung zum 1. Oktober 1879 als eines von elf Amtsgerichten im Bezirk des Landgerichtes Berlin II im Bezirk des Kammergerichtes gebildet. Der Sitz des Gerichtes war die Stadt Liebenwalde. Sein Gerichtsbezirk umfasste aus dem Landkreis Niederbarnim den Stadtbezirk Liebenwalde, den Amtsbezirken Grafenbrück, Groß Schönebeck, Groß-Schönebecker Forst, Hammer, Pechteich und Zerpenschleuse, den Amtsbezirk Liebenwalder Forst ohne den Gemeindebezirk Bernöwe-Wittenberge sowie den Gemeindebezirk Neuholland aus dem Amtsbezirk Freienhagen. Am Gericht bestand 1880 eine Richterstelle. Das Amtsgericht war damit ein kleines Amtsgericht im Landgerichtsbezirk. Im Jahre 1899 wurde das Amtsgericht Liebenwalde dem Landgericht Berlin III zugeteilt. Mit der Zusammenlegung der Berliner Landgerichte kam das Amtsgericht Liebenwalde 1933 an das Landgericht Berlin.
Nach dem Zweiten Weltkrieg wurde das Amtsgericht Liebenwalde dem Landgericht Potsdam zugeordnet. Zum 1. Juli 1951 wurde das Amtsgericht Liebenwalde in eine Zweigstelle des Amtsgerichtes Bernau (Landgericht Eberswalde) umgewandelt. Im Jahre 1952 wurden in der DDR die Amtsgerichte abgeschafft und stattdessen Kreisgerichte gebildet. Liebenwalde kam zum Kreis Oranienburg, zuständiges Gericht war damit das Kreisgericht Oranienburg. Das Amtsgericht Liebenwalde wurde aufgehoben und auch nach dem Zusammenbruch der DDR nicht neu errichtet.